# Schmidt Ádám

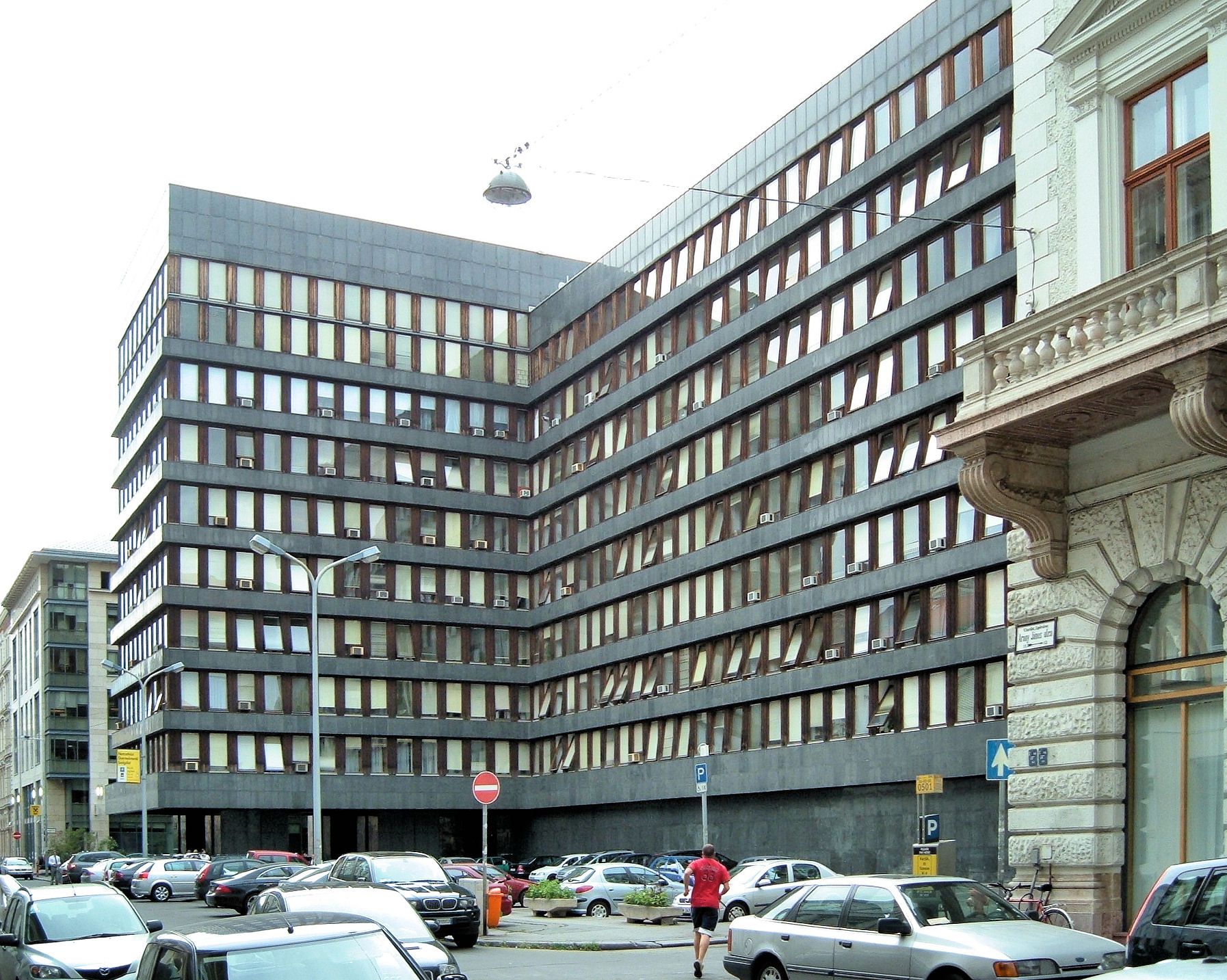
1949-1956 között az Országos Tervhivatalban dolgozott

Schmidt Ádám (Budapest, 1910. november 3. – Budapest, 1998. augusztus 4.) jogász, közgazdász, a közgazdaság-tudományok kandidátusa (1965), az MTA doktora (1977), a magyar jövőkutatás egyik kezdeményezője.

## Élete
Schmidt D. Gyula (1879–1915) műépítész, felső-építőipari iskolai tanár és Paál Ilona (1884–1972) fiaként született. Anyai nagyszülei Paál József és Krautsieder Mária. Felesége 1943-tól Móri-König Paula; lánya: Schmidt Éva (1948–2002) etnográfus, folklorista; fia: Schmidt Ádám (1949–) közgazdász, a Hungarofruct Külkereskedelmi Vállalat üzletkötője.
A budapesti Pázmány Péter Tudományegyetemen jogtudományi doktori oklevelet szerzett 1933-ban. A bécsi Collegium Hungaricum ösztöndíjasaként 1933–34-ben a Bécsi Egyetemen kiegészítő tanulmányokat folytatott. 1934 és 1936 között a budapesti I. kerületi adófelügyelőség, 1936–37-ben a Budapest Székesfőváros Pénzügyigazgatósága pénzügyi fogalmazója, 1937–1946 között a Pénzügyminisztérium (PM) Költségvetési Főosztálya pénzügyi titkára, minisztériumi titkára. 1946-tól 1949-ig a Gazdasági Főtanács Titkárságának munkatársa, 1949–1956 között az Országos Tervhivatal tudományos munkatársa. 1955–1961 között az MTA Közgazdaság-tudományi Intézete tudományos munkatársa, 1961 és 1975. december 31. között tudományos főmunkatársa, majd 1976-tól nyugdíjas tudományos tanácsadója, s 1968 és 1972 között egyúttal tudományos csoportvezető, majd 1972–1975 között a Kutatásszervezési és Koordinációs Főosztály vezetője is. 1966–67-ben a Ghánai Tervhivatal és a ghánai Gazdasági Minisztérium szakértője, gazdasági tanácsadója. A magyarországi jövőkutatások úttörőjeként elsősorban adóügyi, tervezési, államháztartási és jövedelempolitikai kérdésekkel foglalkozott. 1946-ban részt vett a gazdasági stabilizáció és a költségvetési reform előkészítésének munkálataiban. A gazdasági kormányprogram kidolgozására létrehívott közgazdasági szakértői bizottság titkárságának vezetője (1957–1958). Elsőként mutatta be és elemezte az újértéktípusú forgalmi adót (1960). Kutatási területei: népgazdasági szintű pénzügyi tervezés, szocialista és kapitalista adóelmélet, vállalati beruházás-finanszírozás, ipari termelői árrendszer, szocialista vállalati jövedelem-elvonás és személyi jövedelemeloszlás. Az MTA Statisztikai Bizottsága tagja (1970-től). A Magyar Statisztikai Társaság örökös tagja (1992-től). Az International Institute of Public Finance tagja (1971-től).

## Díjai, elismerései
- Magyar Köztársasági Érdemérem arany fokozata (1947)
- Magyar Népköztársasági Érdemérem arany fokozata (1950)
- Munka Érdemrend ezüst fokozata (1970)
- Akadémiai Jutalom (1959)
- Akadémiai Díj (megosztott, 1963)
- A Társasági Munkáért Érem. III. fokozata. Szervezési és Vezetési Tudományos Társaság (SZVT). Ipargazdaság, 1980 (32. évfolyam) 1980-07-01. 7. sz.[4]

## Fontosabb művei
- Termelés és termelékenység. (Közgazdasági Szemle, 1937)[5]
- A pénzügyi jog rendszere. (Magyar Jogi Szemle, 1937)
- Irving Fisher jövedelemadó-elmélete. – Az új német pénzügyi terv. (Az adó, (26. évfolyam.) 1938. 10. sz.)[6]
- Személyi elemek a magyar hozadéki adóztatásban. – Elméleti szempontok az öröklési illetéknél. Az olasz örökösödési illeték. – A francia öröklési illeték. (Az adó, (28. évfolyam.) 1940. 2. sz.) [7]
- A társulati adóról szóló új törvényjavaslat. – A háború finanszírozása adóztatással. – Az egyenesadó reformja. Az 1941. évi állami költségvetés. (Gazdasági Jog, 1940. (1. évfolyam) 5. sz.) [8]
- A háború finanszírozása. (Az adó, 1941 (29. évfolyam) 12. sz.) [9]
- Külföldi jogszabályalkotás az 1940. évben. (Az adó, 1941 (29. évfolyam) 1. sz.)[10]
- A legújabb adóemelés. – A hadikölcsönök valorizációjáról szóló törvényjavaslat. – Az 1942. évi állami költségvetés. (Gazdasági Jog, 1941. (2. évfolyam) 8. sz.) [11]
- A gazdasági büntetőjog kialakulása és a gazdasághoz való viszonya.  (Gazdasági jog, 1942 (3. évfolyam) 1942 6. sz.) [12]
- Adóemelés, adóáthárítás, áremelkedés. (Közgazdasági Szemle, 1943. 6-7.)[13]
- A harmadik háborús adóemelés. – Az 1944. évi költségvetési előirányzat. (Gazdasági Jog, 1943 3. sz.) [14]
- Az egységes állami pótadó. (Közigazgatástudomány, 1943. 9-10. sz.)[15]
- Az adóalap megállapításának alapelvei. (Pénzügyi Közigazgatás, 1944)
- Az adómorál és mérése. (Közgazdasági Szemle, 1944. 7-8.)[16]
- Il sistema fiscale ungherese. – A magyar adórendszer. (Rassegna d’Ungheria, 1944)
- Az állami költségvetés tervezése. (Pénzügyi Szemle, 1954)
- Forgalmiadó, nyereség és dotáció a termelői árrendszerben. (Pénzügyi Szemle, 1956)
- Az állami vállalatok beruházásainak finanszírozása. (Az MTA Közgazdaság-tudományi Intézetének Évkönyve. I. Bp., 1957)[17]
- A gazdaságirányítás fontos eszköze a népgazdaság teljes pénzügyi áttekintése. Kiss Istvánnal. (Pénzügy és Számvitel, 1957)
- A szocialista jövedelemelvonási rendszer főbb sajátosságai. (Közgazdasági Szemle, 1958. 8-9.)[18]
- A Tanácsköztársaság néhány pénzügyi kérdése. (Közgazdasági Szemle, 1959. 3.)[19]
- A vállalati jövedelemelvonás tervgazdasági funkciói. (Az MTA Közgazdaság-tudományi Intézetének Évkönyve. II. Bp., 1959)[20]
- Jövedelemelvonási rendszer – árrendszer. (Közgazdasági Szemle, 1959. 8-9.)[21]
- Az adórendszerek fejlődésének tényezői. (Pénzügy és Számvitel, 1960)
- A költségvetési statisztika néhány kérdése. (Statisztikai Szemle, 1960. 11. sz.)[22]
- A nettó forgalmi adó. Adalék a tőkésállamokban alkalmazott adóztatási formák fejlődésének feltárásához. (Az MTA Közgazdaság-tudományi Intézetének Közleményei, 1960)
- Az életszínvonal távlati tervezésének egyes kérdései. Jávorka Edittel. (Közgazdasági Szemle, 1961. 1.)[23]
- A centralizálás és a decentralizálás egyes kérdései Lengyelországban. (Ipargazdaság, 1961)
- Az anyagi ösztönzés néhány elhanyagolt kérdéséhez. (Munkaügyi Szemle, 1961)
- A vállalati jövedelemelvonás kérdései. Monográfia. (Budapest, 1961)
- Az elosztási formák és a bérarányok. (Munkaügyi Szemle, 1962)
- A személyi jövedelmek eloszlása a szocializmusban. (Az MTA Közgazdaság-tudományi Intézetének Évkönyve. III. Bp., 1961)[24]
- A személyi jövedelemeloszlás tényezői és alakulása. (Az életszínvonal elemzésének és nemzetközi összehasonlításának kérdései. A Budapesten 1961. jún. 1–5. között tartott Statisztikai Tudományos Konferencia „B” tagozatának anyaga. Bp., 1962)
- A szocialista világpiac ártípusának kérdése. Csikós-Nagy Bélával, Jávorka Edittel. (Közgazdasági Szemle, 1963. 1.)[25]
- Az adóztatás igazságossága: az alapvető problémát eltakaró egy részletkérdés. (Pénzügyi Szemle, 1963)
- A döntőbizottságok szerepe a tervgazdaság mechanizmusában. (Döntőbíráskodás, 1963)
- A saját árbázis kialakításának egyes elvi kérdései. Schweitzer Ivánnal. (Külkereskedelem, 1964)
- A személyi jövedelemeloszlás vizsgálatának néhány módszertani kérdése. (Statisztikai Szemle, 1964. 3. sz.)[26]
- Jövedelem-eltitkolás és jövedelem-bujtatás a tőkésországokban. (Pénzügyi Szemle, 1964)
- A személyi jövedelemelosztás a szocializmusban. Monográfia. és kand. értek. is. 3 táblával. (Bp., 1964)
- Varga István: Az újabb magyar pénztörténet és egyes elméleti tanulságai. Sajtó alá rend., a bevezető tanulmányt írta. (Bp., 1964)
- A jövedelem-újraeloszlás elméletéhez. (Statisztikai Szemle, 1966. 4. sz.)[22]
- Some Problems Concerning the Calculation of Socialist National Income. (Acta Oeconomica  1968. 2. sz.)[27]
- Grundlegende Eigenheiten des neuen ungarischen Wirtschaftsmechanismus. (Acta Oeconomica 1969. 3. sz.)[28]
- Fejlődés és költségvetés. (Pénzügyi Szemle, 1969)
- Prognózis, tervezés, futurológia. (Magyar Tudomány, 1969)
- A költségvetési egyensúly és a népgazdasági egyensúly összefüggésének egyes kérdései. (Gazdasági fejlődés és tervezés. Bp., 1969)
- A költségvetési alapelvek korszerűségének kérdéséhez. (Pénzügyi Szemle, 1970)
- A jövő kérdéseivel foglalkozó munkaerő felmérése. (Statisztikai Szemle, 1970. 10.)[22]
- A jövedelemelosztás és a jövedelemadóztatás egy reformjavaslata egyes fejlett tőkésországokban. (Gazdaság és Jogtudomány, 1971)
- Prognosztika és futurológia. Páris Györggyel. (Filozófiai Közlemények, 1971)
- A tervrendszer kérdéséhez. (Magyar Tudomány, 1971)
- A jövőkutatás néhány elméleti kérdése. (Prognosztika. Szemelvények és tanulmányok, 1971 - MTA Tudományszervezési Csoport - MTA Könyvtára. 1971. 1. sz.)[29]
- Az államháztartás a népgazdaságban. (Pénzügyi Szemle, 1971 németül: Der Staatshaushalt in der Volkswirtschaft. Acta Oeconomica, 1972)
- Nagyvárosok pénzügyi problémái. – A költségvetési egyensúly a népgazdaság célrendszerében. (Pénzügyi Szemle, 1973)
- A költségvetési egyensúly a népgazdaság célrendszerében. (Pénzügyi Szemle, 1973)
- Das Haushaltsgleichgewicht im Zielsystem des Volkswirtschaft. (Acta Oeconomica, 1974. 1. sz.)[30]
- A gazdaságpolitika mint rendszer.( Közgazdasági Szemle. 1975. 1.)[31]
- Racionalitás és irracionalitás a jövőkutatásban. (A kívánt jövőtől a lehetséges jövőig. Tanulmányok a jövőkutatás témaköréből. Szerk. Gábor Éva. Bp., 1976)
- A magyarországi jövőkutatás kialakulása, helyzete és egyes problémái. (Prognosztika. Szemelvények és tanulmányok, 1976 - MTA Tudományszervezési Csoport - MTA Könyvtára. 1976. 3-4. sz.) [32]
- Book Reviews. KORÁN, I.: Gazdasági prognosztika. (Economicforecasting.) Budapest, 1978. Tankönyvkiadó.263 p. BESENYEI, L.-GIDAI, E.-NOVÁKY, E.: Jövőkutatás, előrejelzés a gyakorlatban. Módszertanikézikönyv (Futures research and forecasting inpractice. A methodological handbook.) Budapest,1977. Közgazdasági és Jogi Könyvkiadó. 290 p. BORLI, К.-SIPOS, В.: Iparvállalati prognózis-készítés matematikai, statisztikai módszerekkel. (Forecasting for industrial enterprises withmethods of mathematical statistics.) Budapest,1977. Közgazdasági és Jogi Könyvkiadó. 254 p. (Acta Oeconomica. 1979. 1-2. sz.)[33]
- A felső szintű tervek összefüggései. Népgazdasági terv, állami költségvetés, országos hitelterv. Monográfia és doktori értek. is. (Bp., 1978)
- Az államadósságról. (Gazdaság és Társadalom, 1996)
- A szervezeti statisztika a népgazdasági folyamatok áttekintésének szolgálatában. Kiss Istvánnal. (Statisztikai Szemle, 1998)
- Jövőkutatási fogalomtár. Összeáll. Fodor Judittal, Haraszthy Ágnessel. (Tudományszervezési füzetek. Bp., 1971. 2. kiad. 1976)
- Széchenyi-emléknapok. A „Hitel” megjelenésének 150. évfordulójára Széchenyi István tiszteletére megrendezett rendezvényeken elhangzott előadások. 1980. aug. 26–30. Szerkesztette Halm Tamással. (Bp., 1980)
- Javak, áruk, közjavak. (Változások, váltások és válságok a gazdaságban. Tanulmányok Varga István emlékére. Szerkesztette Kemenes Egonnal. Budapest, 1982)
- Dialogosz a tervről és a piacról. (Közgazdasági Szemle, 1988. 9.)[34]
- A szervezeti statisztika a népgazdasági folyamatok áttekintésének szolgálatában. Kiss Istvánnal. (Statisztikai Szemle, 1998. 7. sz.)[22]
- Az idősek, nyugdíjasok, szegények helyzetét a jelenleg és a jövőben várhatóan meghatározó tényezők. Kereskedelmi Szemle, 1991 (32. évfolyam) 1991-12-01. 12. sz.[35]